# Virus dại
Virus dại, tên khoa học Rabies lyssavirus, là một virus hướng thần kinh gây bệnh dại ở người và động vật. Virus này có ở hầu khắp mọi nơi trên thế giới, chỉ trừ châu Nam Cực và một số hòn đảo. Ngoài tự nhiên, dơi và động vật ăn thịt là vật chủ chính của virus, dù vậy nó có thể nhiễm vào gần như mọi loại động vật có vú. Con đường lây nhiễm chính của virus là từ nước bọt của động vật mang bệnh xâm nhập cơ thể động vật khác qua vết cắn. Con người nhiễm virus hầu hết là do bị chó cắn (hơn 99%). Virus dại không sống sót được bên ngoài vật chủ, nó có thể bị tiêu diệt bởi bức xạ tử ngoại, cực trị pH, dung môi hữu cơ, nhiệt độ cao, môi trường khô.
Virus dại là một virus RNA sợi đơn âm thuộc chi Lyssavirus, họ Rhabdoviridae. Hạt virus hoàn chỉnh (virion) có hình viên đạn với chiều dài 250 nm, đường kính 70 nm. Bộ gen RNA khá nhỏ chỉ khoảng 12 kilobase mã hóa năm protein: nucleoprotein (N), phosphoprotein (P), matrix protein (M), glycoprotein (G), và polymerase (L). Giống như mọi virus RNA sợi âm, bộ gen RNA của virus dại được bọc chặt bởi nucleprotein (N), tạo thành ribonucleoprotein (RNP) xoắn ốc. Chỉ RNP mới có thể làm khuôn cho phiên mã và sao chép. Lõi RNP bao gồm các protein N, P, và L được bao quanh bởi protein M có chức năng như cầu nối giữa lõi và màng, nơi protein G gắn vào.
Sau khi xâm nhập cơ thể, virus dại tránh né bị hệ miễn dịch phát hiện và nhân bản trong mô cơ. Trong khi có năng lực thoát được phản ứng miễn dịch bẩm sinh, virus dễ bị trung hòa nếu kháng thể hiện diện. Virus sau đó bám vào thụ thể acetylcholine nicotine tại điểm giao thần kinh cơ rồi di chuyển trong sợi trục của dây thần kinh ngoại biên nhờ vận chuyển sợi trục ngược. Khi đã đến được neuron tủy sống, virus nhanh chóng phân tán ra khắp hệ thần kinh trung ương và nhiễm vào nhiều loại tế bào thần kinh. Về sau, virus lại lan tỏa ra khỏi hệ thần kinh trung ương đến nhiều cơ quan như tuyến nước bọt, da, giác mạc, tim. Việc xâm nhập tuyến nước bọt có ý nghĩa quan trọng giúp virus có thể lây nhiễm sang vật chủ mới qua hành vi cắn.
Quá trình phát tán nhanh chóng của virus từ neuron qua synapse sang neuron trong não và tủy sống gây viêm não tủy. Diễn biến lâm sàng của bệnh dại thường kết thúc với hôn mê, suy tim và suy hô hấp. Trước khi triệu chứng xuất hiện, bệnh dại có thể cứu chữa được bằng vắc-xin và globulin miễn dịch nhưng sau đó thì gần như là không và tỷ lệ tử vong là trên 99,9%.

## Sách
- Fooks, Anthony R.; Jackson, Alan C. biên tập (2020). Rabies: Scientific Basis of the Disease and its Management (ấn bản thứ 4). Elsevier. doi:10.1016/C2018-0-04330-3. ISBN 978-0-12-818705-0.
- Wilson, Pamela J.; Rohde, Rodney E.; Oertli, Ernest H.; Willoughby, Rodney E. (2019). Rabies: Clinical Considerations and Exposure Evaluations. Elsevier. doi:10.1016/C2017-0-03830-2. ISBN 978-0-323-63979-8.